# Fynbos

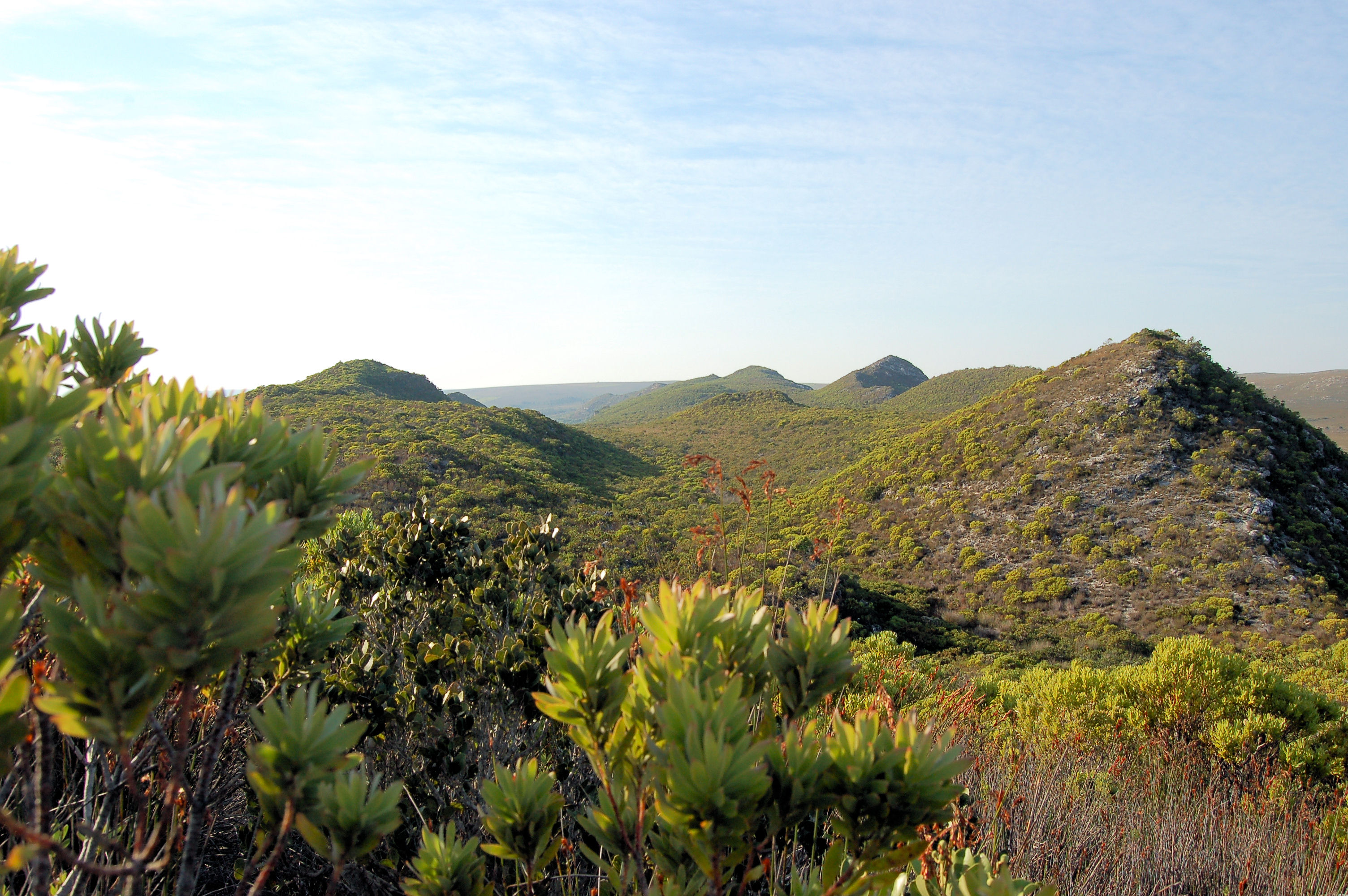
Pohled na jihoafrický fynbos

Fynbos ([ˈfeɪnbɒs]) je zvláštní typ nízké keřovité vegetace, typický pro Kapskou květennou oblast na úplném jihu Afriky. Výraz pochází z afrikánštiny a v překladu znamená „jemné křoví“.

## Charakteristika
Podobně jako jeho analogie v jiných oblastech světa, například středomořské makchie nebo kalifornský chaparral, se i fynbos vyvíjí v oblastech, kde převládá středomořský typ klimatu, tedy horká suchá léta a mírné deštivé zimy. Dalším klíčovým faktorem pro vegetaci fynbosu jsou živinami extrémně chudé a mělké půdy na tvrdých sedimentárních horninách a zásadní nedostatek živin, především fosforu. Tyto podmínky neumožňují existenci stromů a nutí rostliny k nejrůznějším adaptacím.
V porostech převládají tři základní typy rostlin: mohutnější keřovité proteoidy, tedy zástupci čeledi proteovité (Proteaceae); drobnější erikoidy, což jsou převážně vřesovce, kterých ve fynbosu roste mimořádně velké množství druhů, ale též zástupci bobovitých, vítodovitých, řešetlákovitých či vrabečnicovitých s drobnými, neopadavými listy; a konečně tzv. restioidy – traviny z čeledi lanovcovité (Restionaceae) s tuhými, bezlistými stonky. Dále se zde lze setkat s mnoha cibulovinami, přečkávajícími nepříznivé suché léto ve vegetativním stadiu. Oproti běžným podobným biotopům je nápadná absence pravých trav z čeledi lipnicovitých a jen malé zastoupení jednoletých terofytů. Vyskytuje se zde značné množství endemických rostlin, včetně celých čeledí jako Penaeaceae nebo Bruniaceae.
Pro ekologický cyklus fynbosu je charakteristická absence velkých býložravců, které by malá produkce biomasy v této vegetaci neuživila, a pravidelné požáry, které čistí prostor a dodávají do systému živiny. Na úživnějších substrátech přechází fynbos do bohatší keřovitotravinné formace jménem renosterveld.

## Ohrožení a ochrana
Velké plochy původního fynbosu byly zničeny vypalováním a přeměnou na pastviny pro dobytek, ohrožujícím faktorem je také výsadba a invazní šíření nepůvodních dřevin, především středomořské borovice hvězdovité nebo australských akácií. Jiné jsou předmětem ochrany ve státních i soukromých přírodních rezervacích.

## Galerie

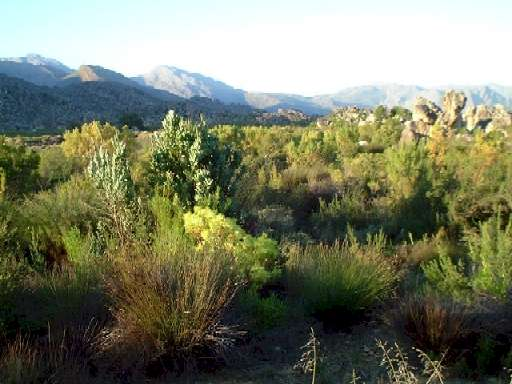
Fynbos
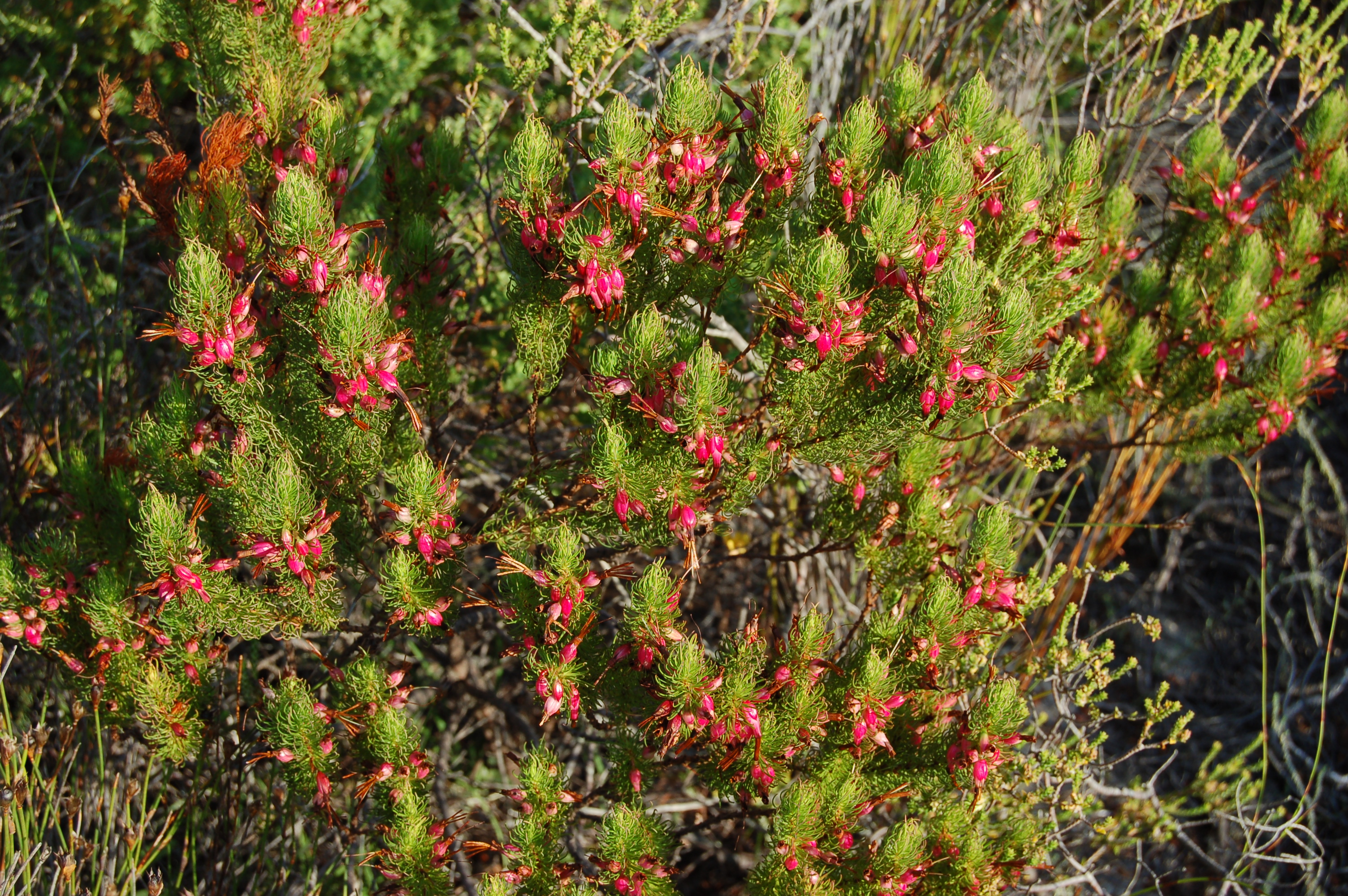
Druhová diverzita vřesovců (Erica sp. div.) je odhadována na více než 600 druhů
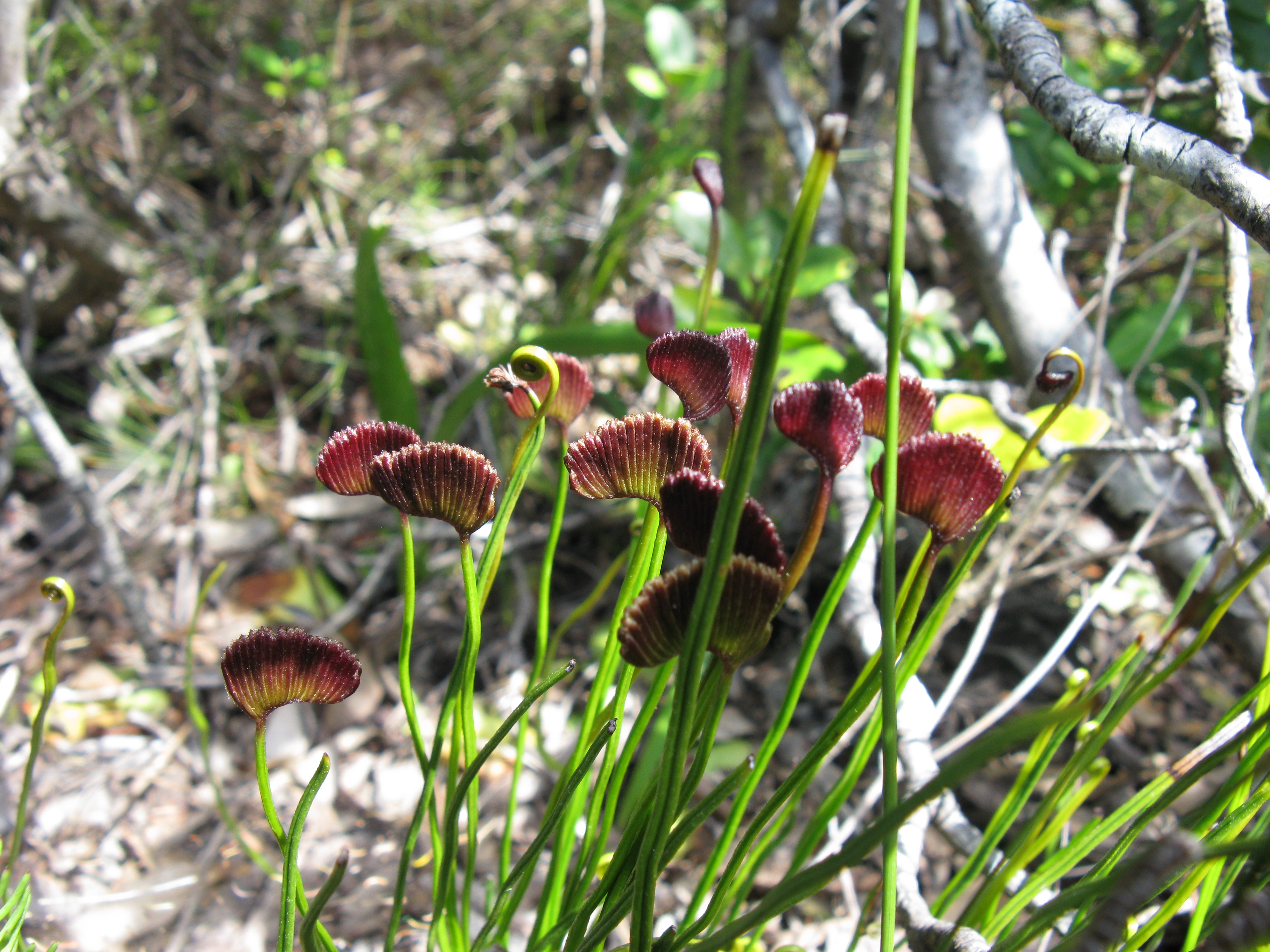
Endemická kapradina Schizaea pectinata
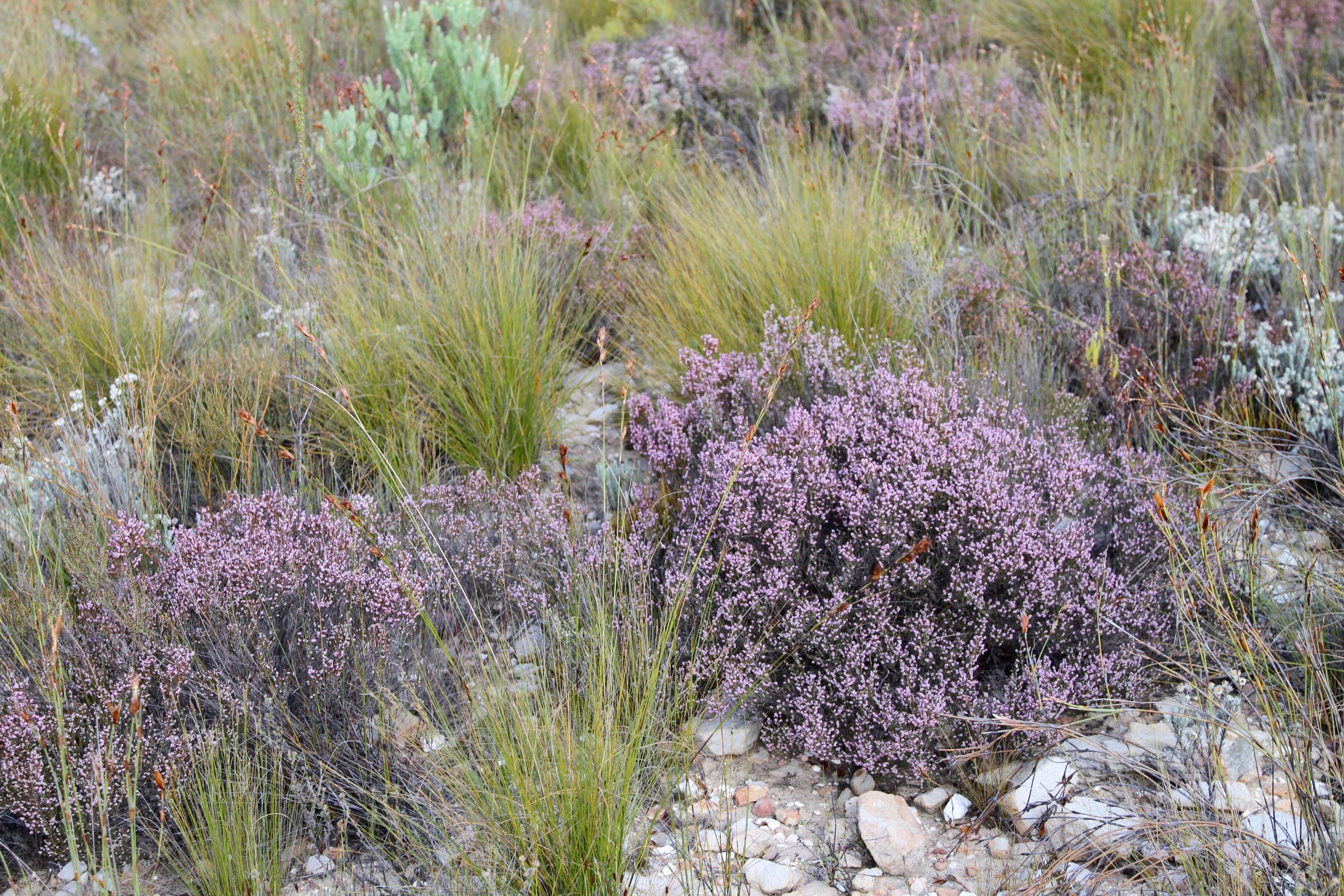
Kvetoucí vřesovce
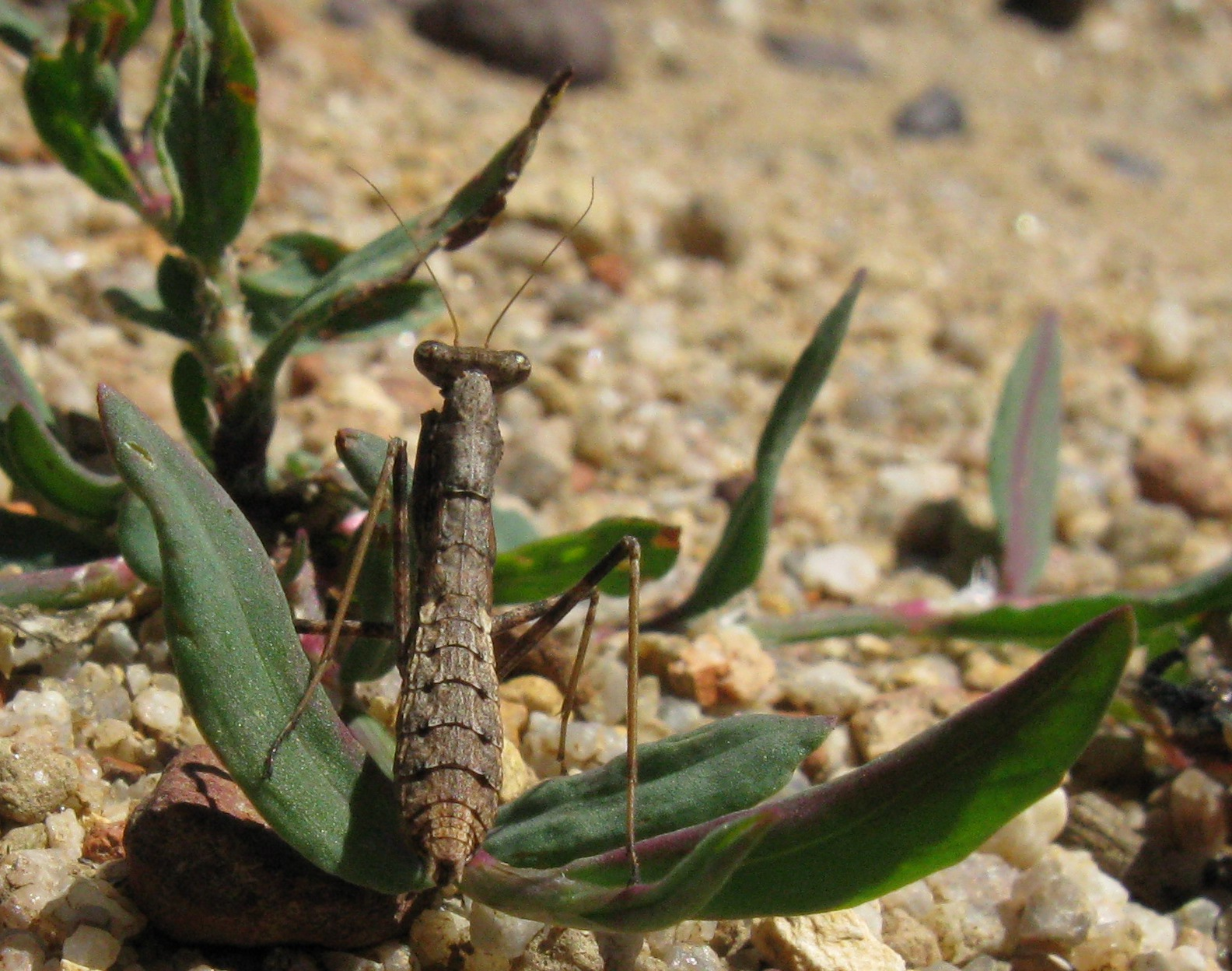
Kudlanka
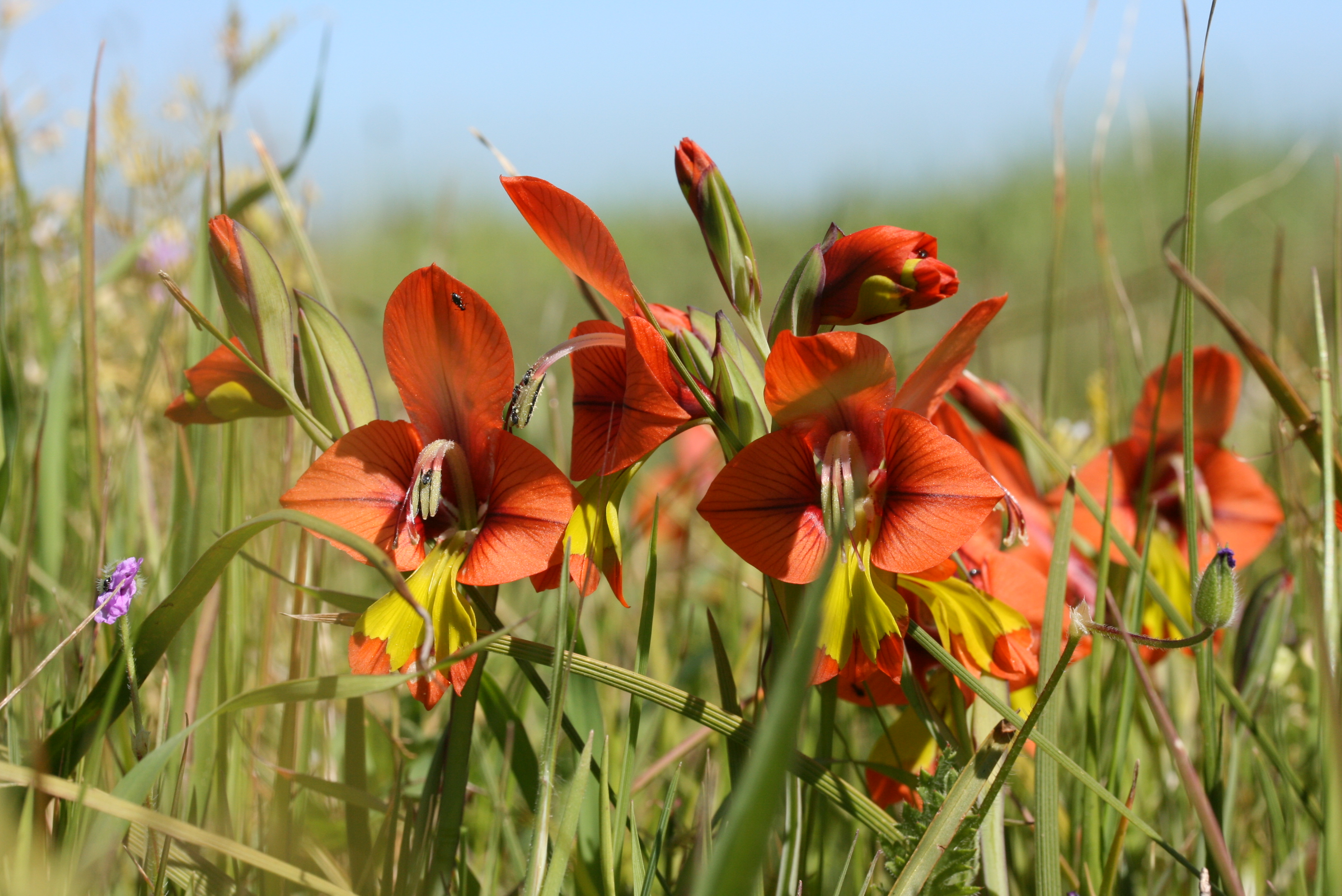
Mečík Gladiolus alatus
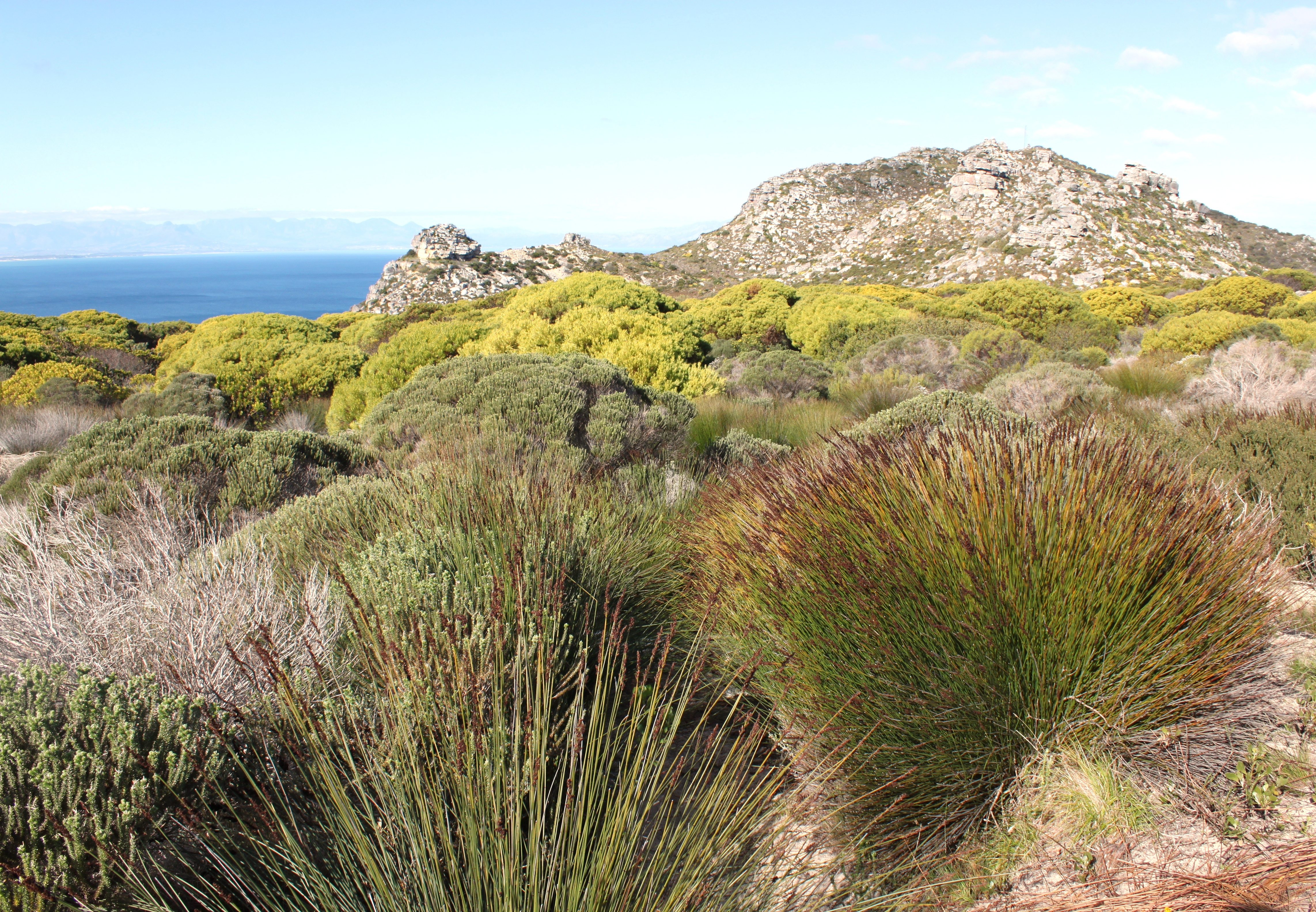
Fynbos